# Hollarovo náměstí
Hollarovo náměstí je náměstí v Praze, v obvodu a městské části Praha 3 a ve čtvrti Vinohrady. Náměstí je po obvodu tvořeno na severní straně Vinohradskou ulicí, na západní straně obytnými domy, na jižní straně Výtvarnou školou Václava Hollara a na východní straně Vinohradským hřbitovem. Uprostřed náměstí je park se stromy.